# جاك بار (كرة سلة)
جاك بار (بالإنجليزية: Jack Parr)‏ مواليد 13 مارس 1936 في لويفيل - الوفاة 4 يناير 2015، كان لاعب كرة سلة أمريكي. بدأ مسيرته الاحترافية في سنة 1958. تم اختياره من قبل فريق سكرامنتو كينغز خلال الدرافت. حمل الرقم 16. بلغ طوله 6 قدم 9 بوصة (2.1 م). لعب كرة السلة الجامعية في جامعة ولاية كنساس. اعتزل اللعب في 1959.

## روابط خارجية
- جاك بار على موقع إن بي أي (الإنجليزية)
- جاك بار على موقع سبورتس رفرنس (الإنجليزية)
- جاك بار على موقع كلية كرة السلة في سبورتس رفرنس.كوم (الإنجليزية)
- جاك بار على موقع ريلجم (الإنجليزية)
- جاك بار على موقع بروبوليرز (الإنجليزية)
- جاك بار على موقع قاعة كنساس للمشاهير الرياضية (مؤرشف) (الإنجليزية)